# Буряківка (Куп'янський район)
Буря́ківка — село в Україні, у Великобурлуцькій селищній громаді Куп'янського району Харківської області. Населення становить 265 осіб. До 2018 орган місцевого самоврядування — Великобурлуцька селищна рада.

## Географія
Село Буряківка знаходиться на правому березі річки Великий Бурлук, вище за течією примикає село Михайлівка, нижче — селище Великий Бурлук і селище Горяне, на протилежному березі село Заміст.
Поруч із селом знаходиться залізнична станція Гнилиця.
У селі є лише одна вулиця - Чкалова.

## Історія
Село засноване в 1750 році.
В 1997 році до села приєднали селище Гнилиця.
12 червня 2020 року, відповідно до розпорядження Кабінету Міністрів України № 725-р «Про визначення адміністративних центрів та затвердження територій територіальних громад Харківської області», увійшло до складу Великобурлуцької селищної громади.
19 липня 2020 року, в результаті адміністративно-територіальної реформи та ліквідації Великобурлуцького району, село увійшло до складу Куп'янського району Харківської області.
24 лютого 2022 року почалася російська окупація села.
11 вересня 2022 року Збройні Сил України в ході Харківської контрнаступальної операції звільнили від російських окупантів населені пункти Великобурлуцької селищної територіальної громади.